# Zajn al-akbar
Zajn al-akbar (perzijsko زین‌الاخبار, dob. 'Biseri novic, Okras novic, Lepota pripovedi') je zgodovinsko delo gaznavidskega učenjaka Abu Saida Abd al-Hajja Gardizija, napisano v perzijskem jeziku. Knjiga je eden od najdragocenejših zgodovinskih spomenikov zgodnjega srednjega veka. 

## Vsebina
Delo je bilo napisano okoli leta 1048 ali 1050 med kratko vladavino gaznavidskega sultana Abd ar-Rašida ibn Mahmuda (vladal 1049–1053) z vzdevkom Zajn al-mila. Delo je bilo posvečeno njemu, kar je razvidno iz prvega dela naslova.
Delo vsebuje podatke o zgodovini ljudstev Bližnjega in Srednjega vzhoda, pa tudi ljudstev Srednje Azije tistega časa. Pripoveduje zgodnjo zgodovino iranskih šahov, začenši z mitsko dinastijo Pišdadi, kalifov do leta 1032, Horasana do leta 1041) in Hindustana.
Vsebuje tudi informacije o Turkestanu in turških plemenih: Karlukih, Čigilih, Turgeših, Jagmih, Pečenegih in Kipčakih ter Toguzih, Oguzih, Kirgizih, Hazarih in Baškirjih. Prvič v srednjeveški muslimanski zgodovini se omenja združitev Kimakov, ki je vključevala sedem njihovih plemen. O izvoru Kimakov je podana legenda. Zelo zanimivi so opisi trgovskih poti skozi ozemlje Žetjsuja in sodobnega srednjega in zahodnega Kazahstana ter informacije o geografiji Kazahstana. Pri sestavljanju poglavja o ljudstvih Vzhodne Evrope je Gardizi uporabil dela Ibn Hordadbeha in Džajhanija.
Gardizijevemu delu so se v svojih zgodovinskih raziskavah posvetili številni znanstveniki. Obstajajo številne izdaje tega dela, pa tudi izvlečki iz njega in prevodi v ruščino in zahodnoevropske jezike. Delno kritično izdajo besedila dela sta objavila Muhammad Nazim (London, 1928) in S. Nafisi (Teheran, 1954), popolno kritično izdajo pa Abdalhayy Habibi (1968). Prevod, ki ga je opravil Alfred Karlovič Arends, je bil dokončan leta 1965, vendar zaradi priprav na objavo obsežnega dela Abu al-Fazla Bayhaqija Zgodovina Mas'uda ni bil objavljen. Objavljen je bil šele leta 1991.